# Ivan Golac
Ivan Golac, cyr. Ивaн Гoлaц (ur. 15 czerwca 1950 w Koprivnicy) – serbski piłkarz grający na pozycji obrońcy, trener piłkarski.

## Kariera piłkarska

### Kariera klubowa
Jest wychowankiem FK Partizan, w którym rozpoczął swoją profesjonalną karierę. W 1978 roku wyjechał do Anglii, gdzie podpisał kontrakt z Southampton F.C. W 1982 został wypożyczony do A.F.C. Bournemouth, a w 1983 do Manchester City F.C. W 1983 powrócił do Jugosławii, gdzie bronił barw klubu Belasica Strumica, ale w 1984 powrócił do Southampton F.C. W 1985 po krótkiej przygodzie z Portsmouth F.C. zakończył karierę piłkarską.

### Kariera reprezentacyjna
Ivan Golac rozegrał w reprezentacji Jugosławii 1 mecz.

## Kariera szkoleniowa
Po zakończeniu kariery piłkarskiej rozpoczął pracę szkoleniową. We wrześniu 1989 objął stanowisko pierwszego trenera FK Partizan. W 1992 trenował Torquay United F.C., a w latach 1993–1995 szkocki Dundee United F.C. Potem pracował bez sukcesów w całej Europie, prowadząc m.in. islandzki Akraness w 1997 roku, serbski FK Sartid oraz ukraińskie Karpaty Lwów.

## Sukcesy i odznaczenia

### Sukcesy klubowe
- mistrz Jugosławii: 1976, 1978 z Partizanem Belgrad
- wicemistrz Football League First Division: 1984 z Southampton F.C.
- finalista Pucharu Ligi Angielskiej: 1979 z Southampton F.C.

### Sukcesy trenerskie
- zdobywca Pucharu Szkocji: 1994 z Dundee United